# Paweł Podejko

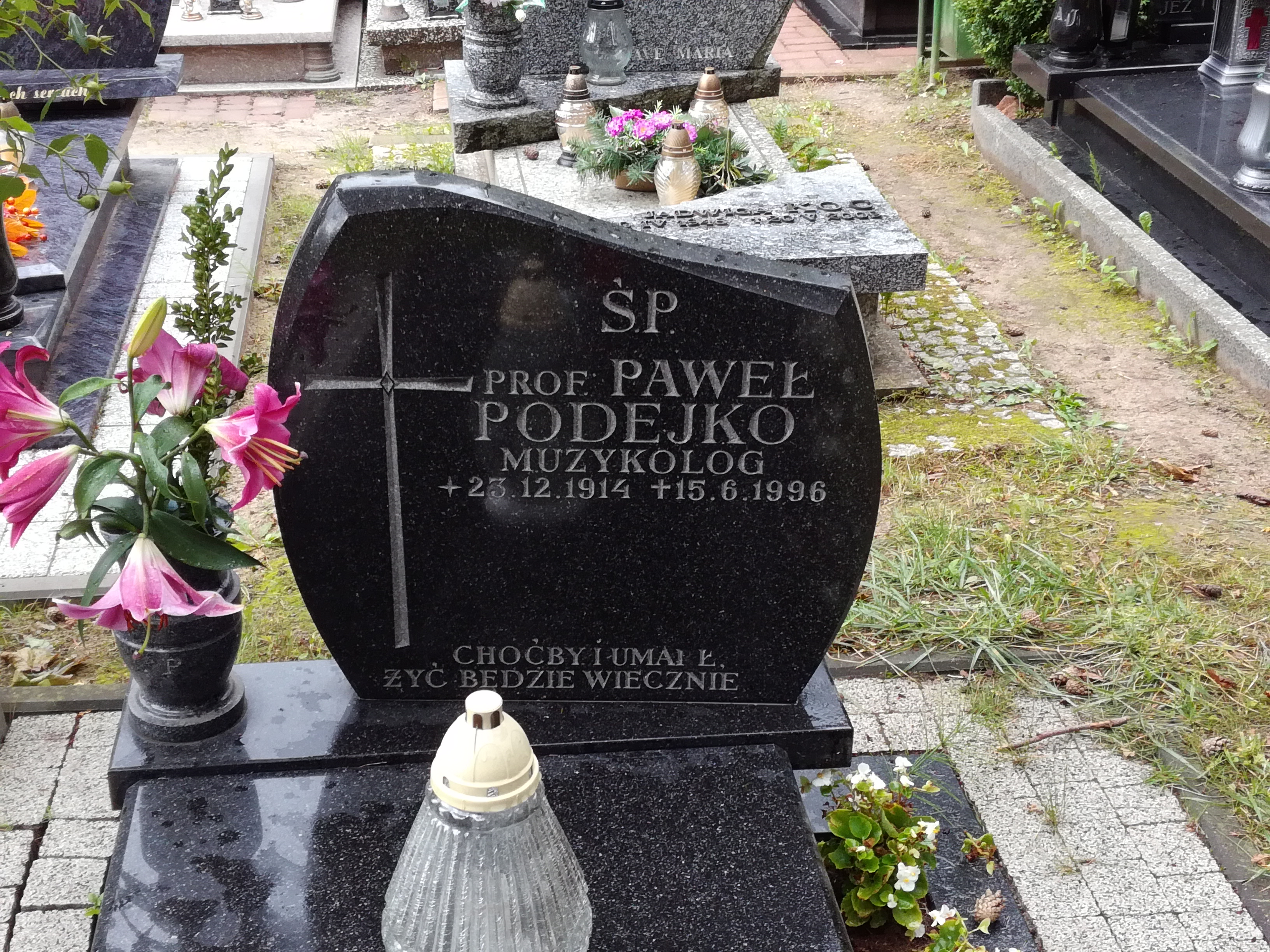
grób prof. Pawła Podejki na Cmentarzu Łostowickim w Gdańsku

Paweł Podejko (ur. 23 grudnia 1914 w Wilnie, zm. 15 czerwca 1996 w Gdańsku) – muzykolog, organista, związany z Bydgoszczą i Trójmiastem, profesor Akademii Muzycznej im S. Moniuszki w Gdańsku.

## Życiorys
Ukończył klasę organów w Państwowej Wyższej Szkole Muzycznej w Łodzi oraz muzykologię na Uniwersytecie im. A. Mickiewicza w Poznaniu. Doktorat z zakresu muzykologii obronił na Wydziale Historycznym Uniwersytetu Warszawskiego (1971), na podstawie pracy pt. „Kapela wokalno-instrumentalna zakonu paulinów na Jasnej Górze w Częstochowie”, pisanej pod opieką naukową prof. dr Zofii Lissy. Tytuł profesora otrzymał w 1995 r.
W okresie 1946–1948 pełnił funkcję organisty i dyrygenta chóru „Vincentinum” przy parafii pw. św. Wincentego a Paulo w Bydgoszczy. Nadał temu chórowi zwartość organizacyjną i wyniósł go na wysoki poziom wykonawczy. Od lat 50. był pedagogiem przedmiotów teoretycznych w Państwowym Liceum Muzycznym w Bydgoszczy (literatura muzyczna, historia muzyki).
Specjalizował się w badaniach dziejów dawnej muzyki polskiej od wieku XIII poprzez wiek XVII i XVIII. Efekty jego prac opublikowane zostały w wydawnictwach Bydgoskiego Towarzystwa Naukowego i Filharmonii Pomorskiej w cyklu „Z dziejów dawnej muzyki polskiej” (1960, 1961, 1965). Prace, jak np.: „Dawna muzyka polska na terenie województwa bydgoskiego i Pomorza Gdańskiego”, wraz z opisem badań nad budownictwem organów na terenie Pomorza i Kujaw; „Nieznany ośrodek muzyczny XVIII wieku Pieranie na Kujawach”, a przede wszystkim wydana w 1965 r. publikacja „Nieznani muzycy polscy” (kompozytorzy, dyrygenci, instrumentaliści i wokaliści 1572-1820, w formie słownika), wzbogaciły w sposób istotny wiedzę muzykologów i historyków, nie tylko polskich, o dziejach nieznanej dotychczas, a bogatej dawnej muzyce polskiej XVI, XVII i XVIII w.
W gdańskiej Akademii Muzycznej pełnił w latach 1971-1975 funkcję dziekana Wydziału Teorii Muzyki i Kompozycji. Jego zasługą było stworzenie, obok teorii, nurtu badań muzykologicznych, odkrywanie i opracowywanie archiwaliów, dokumentowanie różnych przejawów życia muzycznego z przeszłości na terenach Polski północnej, Pomorza i Kujaw.
Dla bydgoskiego środowiska muzycznego wniósł, obok osiągnięć muzykologicznych, cenny wkład jako publicysta muzyczny i krytyk. W II połowie lat 50. i na początku lat 60. był stałym recenzentem muzycznym „Ilustrowanego Kuriera Polskiego” i „Ruchu Muzycznego”. Był też autorem licznych publikacji dydaktycznych przydatnych dla studentów akademii muzycznych, jak np. „Muzyka XX wieku”, wydawanych przez gdańską uczelnię muzyczną w latach 1961-1964.
Pochowany na Cmentarzu Łostowickim w Gdańsku.